# Geo Costiniu
Geo Costiniu (n. 23 aprilie 1950, București, România – d. 12 noiembrie 2013, România) a fost un actor român.

## Filmografie
Geo Costiniu a jucat în următoarele filme:
| An   | Film                      | Rol | Note |
| ---- | ------------------------- | --- | ---- |
| 1971 | Mirii anului II           | nemenționat                                                                                                 |      |
| 1973 | Parașutiștii              | Soldatul Ștefan Iuga                                                                                        |      |
| 1974 | Nemuritorii               | ofițerul tânăr                                                                                              |      |
| 1978 | Septembrie                | Valeriu („Vali”) Abrudan, un baiat, picat de două ori la admiterea în facultate                             |      |
| 1979 | Ciocolată cu alune        | Mihai Ganea, reporter la TVR                                                                                |      |
| 1979 | Ora zero                  | Mihai Căruntu, fiul lui nea Marin și fostul coleg de școală al lui Jorj, șoferul autocamionului I.T.B.-ului |      |
| 1986 | Un oaspete la cină        | Dan Trăistaru, asistent universitar la Institutul Politehnic                                                |      |
| 1988 | Niște băieți grozavi      | „Rexona” |      |
| 1988 | Să-ți vorbesc despre mine | Ștefan, pictor, fost iubit al Aurei                                                                         |      |
| 1989 | De ce are vulpea coadă    | Eugen („Genu”) Irimia, tatăl lui Gabi, fizician din București                                               |      |
| 1991 | Întîmplări cu Alexandra   | Radu Stoica, astronom, fost coleg de liceu al lui Ovidiu                                                    |      |
| 1992 | Capul de rățoi            | Pentagon |      |
| 1993 | Patul conjugal            | inginerul Eugen, soțul Stelei                                                                               |      |
| 1993 | Neînvinsă-i dragostea     | Aurică Căpățână                                                                                             |      |
| 1995 | Aștept provincia          | Mircea Ursu                                                                                                 |      |

## Legături externe
- Geo Costiniu Arhivat în 12 noiembrie 2013, la Wayback Machine. la cinemarx.ro.
- A murit actorul Geo Costiniu. Avea 63 de ani, 12 noiembrie 2013, Simona Chițan, Adevărul
- VIDEO Geo Costiniu a murit. Actorul a fost o voce puternică a revoluționarilor, 12 noiembrie 2013, Corina Zorzor, Adevărul
- Geo Costiniu, aproape singur pe ultimul drum, 16 noiembrie 2013, Cristian Delcea, Adevărul